# Mecklenburg (dänisch-norwegische Familie)

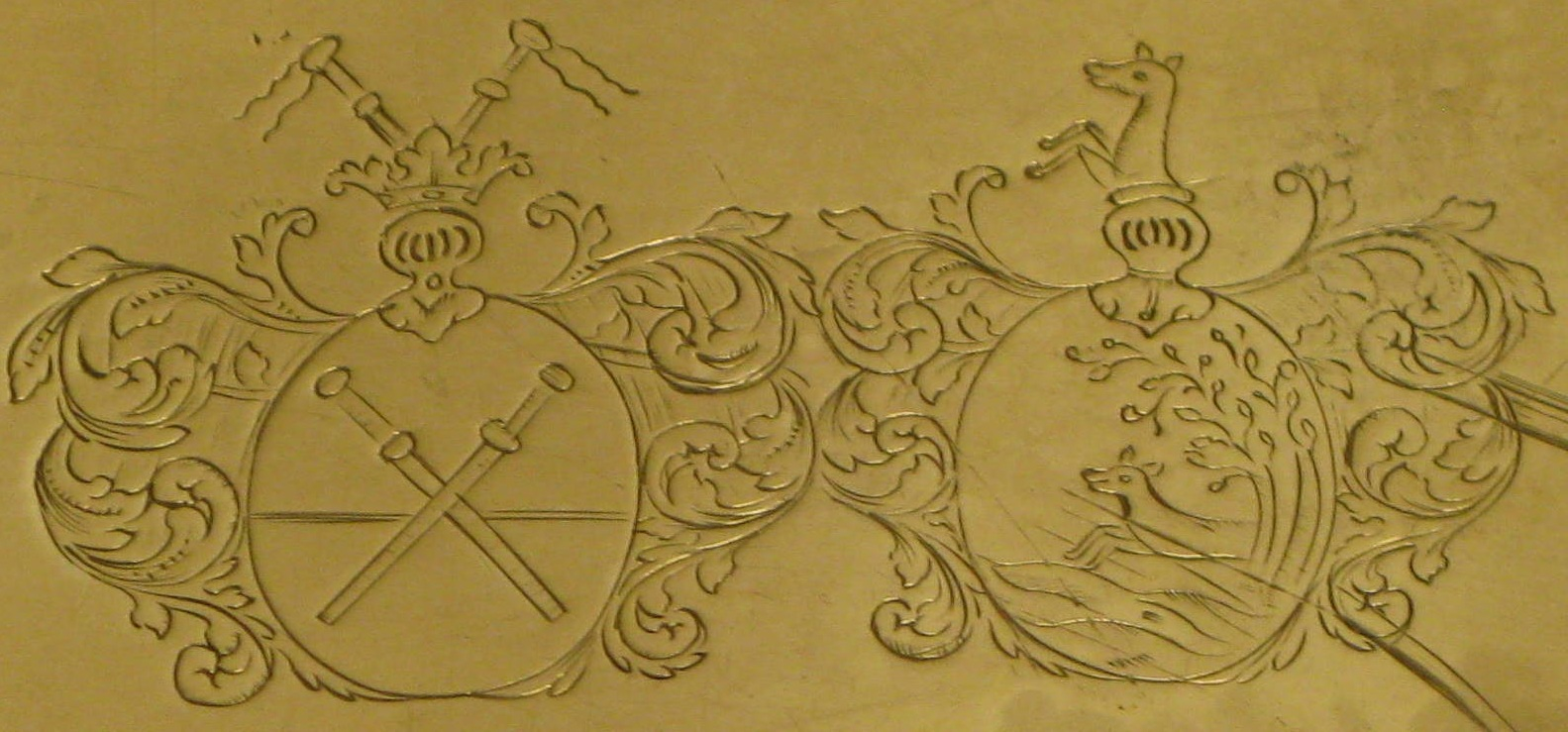
Wappen des Kapitäns Niels Mechlenburg (rechts). Heraldisches Kunstwerk von 1763 in der Sykkylven-Kirche.

Mecklenburg, Mechlenborg und Mikkelborg ist eine in Dänemark und in Norwegen lebende und aus Flensburg herrührende Patrizierfamilie. Unter den Mitgliedern sind Vögte, Militärs und Kaufleute.

## Name und Wappen
Es sind zahlreiche Schreibweisen des Namens überliefert, unter denen Mecklenburg, Mechlenborg und im heutigen Nordnorwegen Mikkelborg die gewöhnlichsten sind.
Das Wappen lässt sich so beschreiben: Von einem Wald [drei Bäumen] ein laufender Wildhund. Helmzeichen ist ein Wildhund rampant. Das Wappen hat naturfarben.

## Allgemeine Geschichte

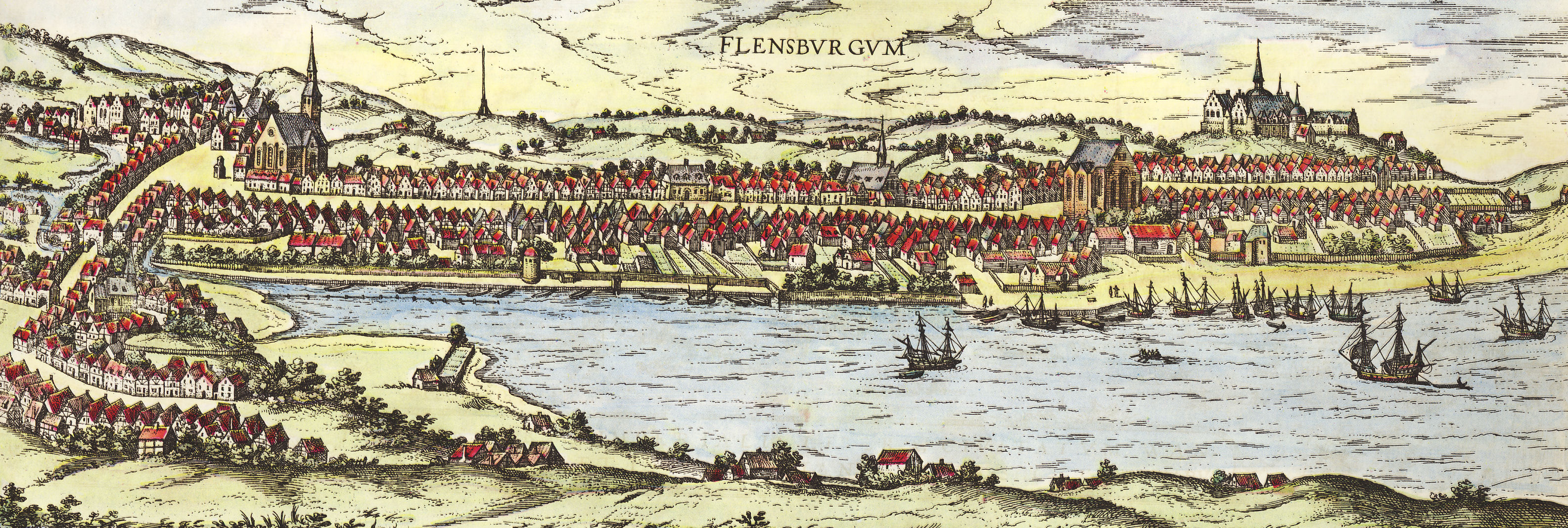
Flensburg (zwischen 1572 und 1618).

Als junger Mann kam Oluf Jensen (* um 1487 in Flensburg) nach Hadersleben. Dort wurde er Kaufmann, und bald war er sehr wohlhabend gewesen. Er wurde mit Margrethe Meckelborch verheiratet, Schwester von Henrick Meckelborch, Bürgermeister in Flensburg. Später wurde Jensen selbst Bürgermeister in dieser Stadt. Jensen nahm den Namen seiner ersten Ehefrau an und nannte sich folglich Oluf Meckelburg. Diesen Namen erhielten auch seine Kinder.
Nach Oluf dem Älteren folgte Oluf der Jüngere (geb. 1540), Oluf Meckelburgs Sohn von der späteren Ehe mit Marina Oldendorph, Tochter von Jacob Pedersen Oldendorph, Bürgermeister in Hadersleben, und Elisabeth Hansdatter Holst. Genau wie seinem Vater wurde Oluf d. J. Kaufmann, – nicht in seiner Geburtsstadt, sondern in dem seines Vaters, Flensburg. Da wurde er einer der größten Kaufleute der Stadt. Er handelte mit Waren aus den königlichen Lehen (Schleswig und Holstein), und er hatte mit Norwegen gute Handelsbeziehungen. Er wurde mit Margrethe Carstensdatter verheiratet, die väterlicher- und mütterlicherseits aus dem Schleswig-Holsteinischen Landadel war. Ihre Eltern waren Carsten Rickertsen, Bürgermeister in Flensburg, und Marina Friis von Arlewatt.
Ihre Söhne Jacob und Oluf Mechlenborg fuhren nach Norwegen, wo sie jeweils Vogt von Nordmøre beziehungsweise Vogt von Helgeland wurden. Ihr dritter Sohn, Carsten Mechlenborg, blieb in Hadersleben, wo er Kaufmann und Bürgermeister wurde. Viele seiner Kinder fuhren nach Ostnorwegen.

## Mecklenburg in Ostnorwegen
Zollschreiber Oluf Carstensen Mechlenburg hatte die Söhne Niels Mechlenburg, Gutsbesitzer, und Willum Mecklenburg, Lehnsherr von Eiker. Die Nachkommen der zwei Brüder wurden mit Mitgliedern adliger Familien Dänemarks und Norwegens verheiratet, unter anderen mit Werenskiold, von Rømer, de Tonsberg, Huitfeldt, von Hausmann und den Grafen von Wedel-Jarlsberg.

## Mecklenburg in Westnorwegen
Jacob Olufsen Mechlenborg (um 1565–1619) wurde Vogt von Nordmøre. Seine Ehefrau war Maren Mikkelsdatter, und sie hatten drei bekannte Söhne: Oluf Jacobsen Mechlenborg, Vogt von Nordmøre und Zöllner, Niels Jacobsen Mechlenborg und Johan Jacobsen Mechlenborg.

## Mecklenburg in Nordnorwegen

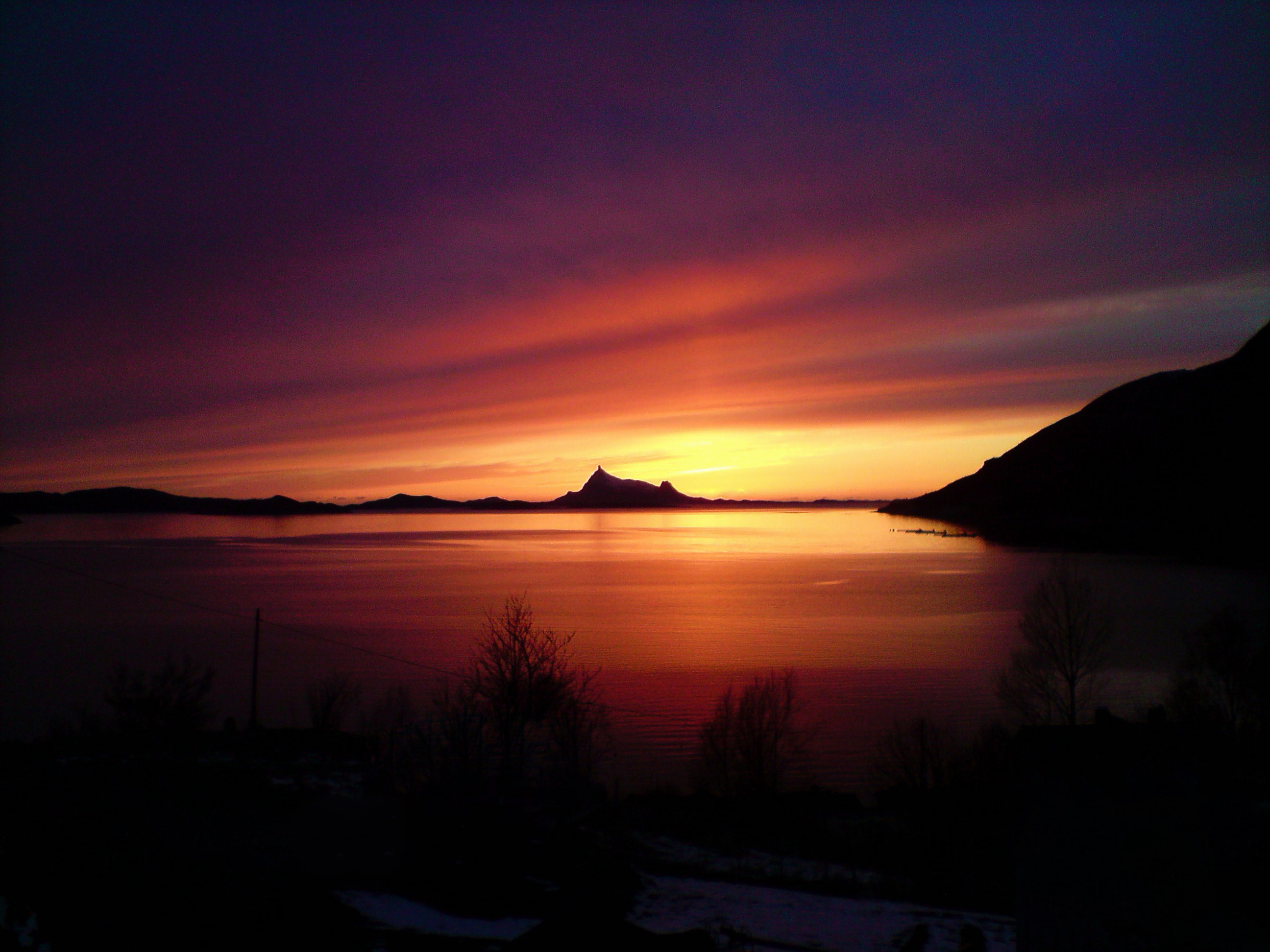
Hestmannøy, Sitz der jüngeren Linie.

Helgeland (gelb und grün) und Lofoten und Vesterålen (rot). Heutige Einteilung.

Jens Olufsen Mechlenborg (um 1566–1626) kam 1601 oder 1602 nach Trondheim in Norwegen. Es ist nicht bekannt, was er während der ersten Jahre tat. Wahrscheinlich arbeitete er für oder zusammen mit Kaufleuten, mit denen sein Vater und sein Großvater Handelsbeziehungen gehabt hatten. Zwischen 1606 und 1619 war er Vogt von Nordhelgeland.
Sein Sohn Oluf Jensen Mechlenborg wurde Vogt von Lofoten und Vesterålen. Zwischen 1640 und 1644 war er Vogt von Helgeland. 1665 wohnte er am Großhofe Lurøy in Helgeland. Er war seit 1629 mit Adelus Christensdatter (Schanche) verheiratet, Tochter von Herrn Christen Olufsen (Schanche), Gemeindepfarrer zu Brønnøy.
Nur der Sohn Christen Olufsen Mechlenborg (um 1640–um 1710) ist bekannt, der in Lurøy blieb. Seine Tochter Eva Christensdatter Mechlenborg (um. 1680–1762), die Lurøy übernahm, wurde mit dem Reeder Kristen Hansen an Hestmannøy (Hestmona) verheiratet. Ihre Kinder nahmen den Namen Mechlenborg an und gründeten damit die junge Linie. Da sie nicht länger öffentliche Ämter bekleideten, fuhren sie als Kaufmänner und Reeder fort.